# عادی‌سازی روابط اعراب و اسرائیل

کشورهایی که اسرائیل را به رسمیت نمی‌شناسند، به رنگ بنفش و کشورهایی که قبلا اسرائیل را به رسمیت می‌شناختند، به رنگ صورتی.

عادی‌سازی روابط اعراب و اسرائیل به تلاش‌ها و معاهدات صلح بین کشورهای عضو اتحادیه عرب و اسرائیل اشاره دارد که به درگیری اسرائیل و اعراب پایان می‌دهد. از دهه ۱۹۷۰، تلاش‌های موازی برای یافتن راه‌حلی برای پایان درگیری اسرائیل و اعراب و همچنین درگیری فلسطین و اسرائیل صورت گرفته‌است. در طول سال‌ها، کشورهای مختلف اتحادیه عرب، معاهدات صلح و عادی‌سازی را با اسرائیل امضا کرده‌اند که با پیمان صلح اسرائیل و مصر (۱۹۷۹) آغاز شد. علی‌رغم عدم اجرای توافقنامه صلح اسرائیل و لبنان (۱۹۸۳)، معاهدات بیشتری با روند صلح اسرائیل و فلسطین (۱۹۹۱ تا کنون)، معاهده صلح اسرائیل و اردن (۱۹۹۴)، پیمان ابراهیم (۲۰۲۰) برای عادی‌سازی روابط بین اسرائیل و امارات متحده عربی، بحرین، سودان و مراکش ادامه یافت. علاوه بر این، تعداد زیادی از اعضای اتحادیه عرب روابط نیمه‌رسمی با اسرائیل برقرار کردند.

## پیمان صلح مصر و اسرائیل (۱۹۷۸–۱۹۷۹)

انور سادات، جیمی کارتر و مناخم بگین پس از امضای معاهده صلح مصر و اسرائیل در واشینگتن

## عادی‌سازی روابط اسرائیل با کشورهای عربی خلیج فارس و شمال آفریقا (۲۰۱۷–اکنون)

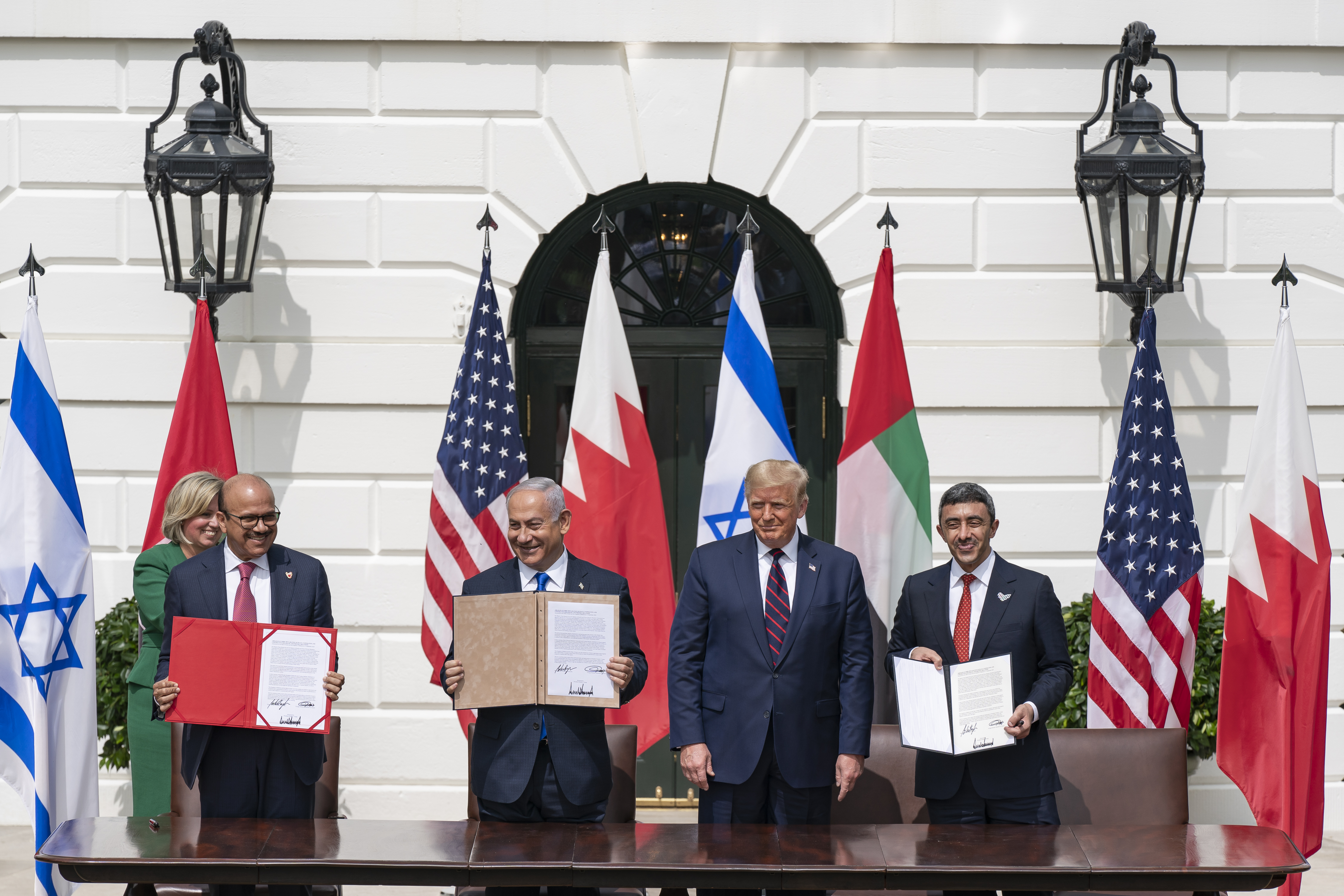
مراسم امضای پیمان ابراهیم، کاخ سفید، ۱۵ سپتامبر ۲۰۲۰

اتحاد اعراب و اسرائیل علیه ایران در نوامبر ۲۰۱۷، پس از گرم‌شدن روابط بین اسرائیل و کشورهای عربی خلیج فارس پدید آمد و با توجه به اجلاس ۲۰۱۹ ورشو مورد توجه رسانه‌ها قرار گرفت. این هماهنگی در پرتو منافع امنیتی منطقه‌ای متقابل اسرائیل و کشورهای عربی سنی به رهبری عربستان سعودی، و ایستادگی آنها علیه منافع جمهوری اسلامی در سراسر خاورمیانه در درگیری نیابتی ایران و اسرائیل و درگیری نیابتی ایران و عربستان سعودی انجام می‌شود. کشورهای عربی شرکت‌کننده، در گروه هماهنگی هسته مرکزی شورای همکاری خلیج فارس هستند که شامل عربستان سعودی، امارات متحده عربی و عمان است. در سال ۲۰۱۸، بنیامین نتانیاهو، نخست‌وزیر اسرائیل، در راس هیئتی به عمان رفت و با سلطان قابوس و دیگر مقامات ارشد عمان دیدار کرد.
در فوریه ۲۰۲۰، نتانیاهو و عبدالفتاح البرهان، رئیس شورای حاکمیت سودان، در اوگاندا ملاقات و برای عادی‌سازی روابط بین دو کشور توافق کردند. اواخر همان ماه به هواپیماهای اسرائیلی اجازه پرواز بر فراز سودان داده شد. به دنبال پیمان ابراهیم که در اوت ۲۰۲۰، توسط اسرائیل و امارات متحده عربی امضا شد، روابط بین دو کشور را عادی کرد. همزمان، اسرائیل موافقت کرد که طرح‌های الحاق دره اردن را متوقف کند. این توافق عادی‌سازی با تأیید رسمی توافق با سودان و همچنین سایر توافق‌های با بحرین و مراکش همراه شد. در ۳۱ مه ۲۰۲۲، اسرائیل و امارات متحده عربی، توافقنامه تجارت آزاد را امضا کردند که نخستین مورد از نوع خود بین اسرائیل و یک کشور عربی بود.
در ژوئن ۲۰۲۳، آنتونی بلینکن، وزیر امور خارجه آمریکا، به اسرائیل هشدار داد که افزایش تنش با فلسطینی‌ها، از جمله از طریق پیشبرد فعالیت‌های شهرک‌سازی، تهدیدی برای گسترش توافق‌های عادی‌سازی با کشورهای عرب و به‌ویژه عربستان سعودی است. وزیر خارجه عربستان در اوایل ماه ژوئن در کنار بلینکن اظهار داشت که بدون یافتن راهی برای صلح برای مردم فلسطین… هر عادی‌سازی منافع محدودی خواهد داشت. در اوت ۲۰۲۳، الی کوهن، وزیر امور خارجه اسرائیل فاش کرد که در نشستی محرمانه در رم با نجلا منقوش، وزیر امور خارجه لیبی که توسط آنتونیو تاجانی، وزیر امور خارجه ایتالیا، برای گفتگو در مورد عادی‌سازی روابط بین دو کشور برگزار شده بود، شرکت کرده‌است. این خبر باعث اعتراضات گسترده در لیبی شد که منجر به برکناری منقوش شد.
جنگ اسرائیل و حماس، تأثیر قابل توجهی بر تلاش‌های دیپلماتیک داشت. در ۱۴ اکتبر ۲۰۲۳، عربستان سعودی، مذاکرات در مورد عادی‌سازی احتمالی روابط با اسرائیل را به حالت تعلیق درآورد.